# تشارلز س. ل. بيكر
تشارلز بيكر (1859 – 1926)، مخترع أمريكي صاحب براءة اختراع السخان بالاحتكاك.

## النشأة
ولد تشارلز س. لويس بيكر عبدًا في 3 أغسطس من العام 1859، في سافانا، ميزوري. توفيت والدته، بيتسي ماكاي، عندما كان عمره ثلاثة أشهر، تاركة إياه لتربيه زوجة مالكه، سالي ماكاي، ووالده أبراهام بيكر. كان تشارلز الابن الأصغر بين خمسة أطفال، سوزي وبيتر وآني وإلين، وقد أُطلِقوا جميعًا للحرية بعد الحرب الأهلية. تلقى بيكر في وقت لاحق تعليمًا في فرانكلين كوليدج. عمل والده وكيلًا صريحًا، وبمجرد أن بلغ بيكر الخامسة عشرة من عمره، أصبح مساعدًا له. عمل بيكر في مجال العربات والعجلات، ما أثار اهتمامه بالعلوم الميكانيكية.

## اختراعه
عمل بيكر على منتجه على مدى عقود، محاولًا عدة أشكال مختلفة من الاحتكاك، بما في ذلك فرك قطعتين من الطوب ببعض، إضافة إلى استخدام أنواع مختلفة من المعادن. بعد ثلاثة وعشرين عامًا، أتقن الاختراع على شكل أسطوانتين معدنيتين، واحدة داخل الأخرى، مع قلب دوار مصنوع من الخشب يُنتج الاحتكاك في المركز. بدأ بيكر معملًا مع رجال آخرين لتصنيع السخان. تأسست شركة فريكشن هيت آند بويلر عام 1904، في سانت جوزيف، وترأس بيكر مجلس إدارتها. جمعت الشركة ما يصل إلى 136000 دولار كرأس المال، أي ما يساوي 4 ملايين دولار تقريبًا عام 2018 بعد احتساب التضخم.
يدعي السيد بيكر أن نوع الطاقة المستخدمة في خلق الاحتكاك ليس ضروريًا. قد تكون الرياح أو الماء أو البنزين أو أي مصدر آخر للطاقة. إن أصعب جزء من تأكيدات المخترع الواجب إثباتها هو إن كان نظامه سيضيئ أو يسخن بالفعل منزلًا بحوالي نصف تكلفة الطرق المستخدمة حاليًا.

## حياته الخاصة
عندما بلغ عامه الحادي والعشرين، تزوج بيكر من كاري كاريغر البالغة من العمر 19 عامًا في 12 ديسمبر من العام 1880، في مقاطعة آدامز، ولاية أيوا. كان لديهما طفلًا واحدًا ولد في 3 يناير 1882 ويدعى لولو بيل بيكر. توفي بيكر نتيجة إصابته بالتهاب رئوي في 5 مايو 1926، في سانت جوزيف، ميزوري.